# Gotland
Pour les articles homonymes, voir Gotland (homonymie).
Gotland est une île de Suède située en mer Baltique. Il s'agit de la plus grande île du pays. Le Gotland est aussi le nom du comté et de la commune présente sur l'île.
Autour de l'île de Gotland se trouvent plusieurs îles plus petites dont les plus importantes sont Fårö, Gotska Sandön, Stora Karlsö et Lilla Karlsö.
La seule ville de Gotland est Visby, ancienne ville hanséatique située sur la côte ouest, dont la vieille ville est inscrite au patrimoine mondial de l'UNESCO.

## Géographie

### Description
L'île de Gotland se trouve à 86 kilomètres à l'est de la Suède et à 145 kilomètres à l'ouest de la Lettonie, le plus proche des États baltes.
Gotland, tout comme l'île d'Öland en Suède et les îles de Saaremaa et d'Hiiumaa en Estonie, est un plateau calcaire sans montagne. Les roches qui la composent sont des roches sédimentaires datant du Silurien et orientées au sud-est. Les couches de roches sédimentaires du Silurien, dont l'épaisseur va de 200 à 500 mètres, recouvrent une couche moins épaisse (75-120 mètres) datant de l'Ordovicien. Ces roches se sont déposées dans une mer chaude, peu profonde et salée, près d'un continent équatorial.
Le point culminant de Gotland, à Lojsta au centre de l'île, n'est qu'à 83 mètres d'altitude. Cependant les falaises le long de la côte ouest sont souvent assez impressionnantes.
Les parties nord et sud de l'île sont dominées par des paysages arides, dont certains sont des alvars (des landes sèches particulières aux îles d'Öland et de Gotland), alors que le centre de l'île est l'une des régions les plus fertiles de la Suède.
On trouve également des piliers calcaires, appelés raukars, essentiellement au nord et au sud de l'île. Les raukars sont sculptés par la mer et parfois hauts de 10 m. La roche calcaire est par ailleurs riche en fossiles.

### Environnement, faune et flore
Gotland est connue pour la grande diversité de sa faune et de sa flore, notamment en ce qui concerne les oiseaux et les orchidées. De nombreuses réserves ont été créées sur l'île afin d'en préserver l'environnement.
Le Gutefår, une race de moutons petite et robuste, est la plus ancienne race de moutons de Suède ; elle fait partie des races de moutons à queue courte d'Europe du Nord . L'île héberge également une race de poney rustique, reconnue comme la plus ancienne de Scandinavie.
Selon un documentaire de la chaîne suédoise SVT, des déchets militaires dangereux (dont peut-être radioactifs) ont été évacués d'une ancienne base militaire soviétique lettone et jetés en mer par des navires soviétiques, de nuit, près de l'île de Gotland (zone économique de la Suède), entre 1989 et 1992. Vil Mirzayanov (ancien chimiste russe militaire qui travaillait autrefois dans un laboratoire secret d'armement, arrêté pour avoir écrit des articles sur de nouveaux agents chimiques, puis libéré) estime que les immersions étaient à cette époque une pratique courante ; pour se débarrasser de matières toxiques ou pour cacher des armes chimiques illégales.
Des hommes politiques suédois ont demandé une enquête officielle car outre les risques qui existent pour la pêche, un pipeline doit passer dans cette zone. Plusieurs autres sites sont connus pour avoir reçu des déchets de ce type (munitions immergées) en mer Baltique.

## Langue
Une langue scandinave spécifique, le gutnisk, est encore parlée par une partie de la population de l'île. On admet généralement que le gutnisk est une langue à part entière, contrairement au gotlandais parlé par la plus grande partie de la population et qui est lui considéré le plus souvent comme un dialecte du suédois.

## Histoire

### Préhistoire et antiquité

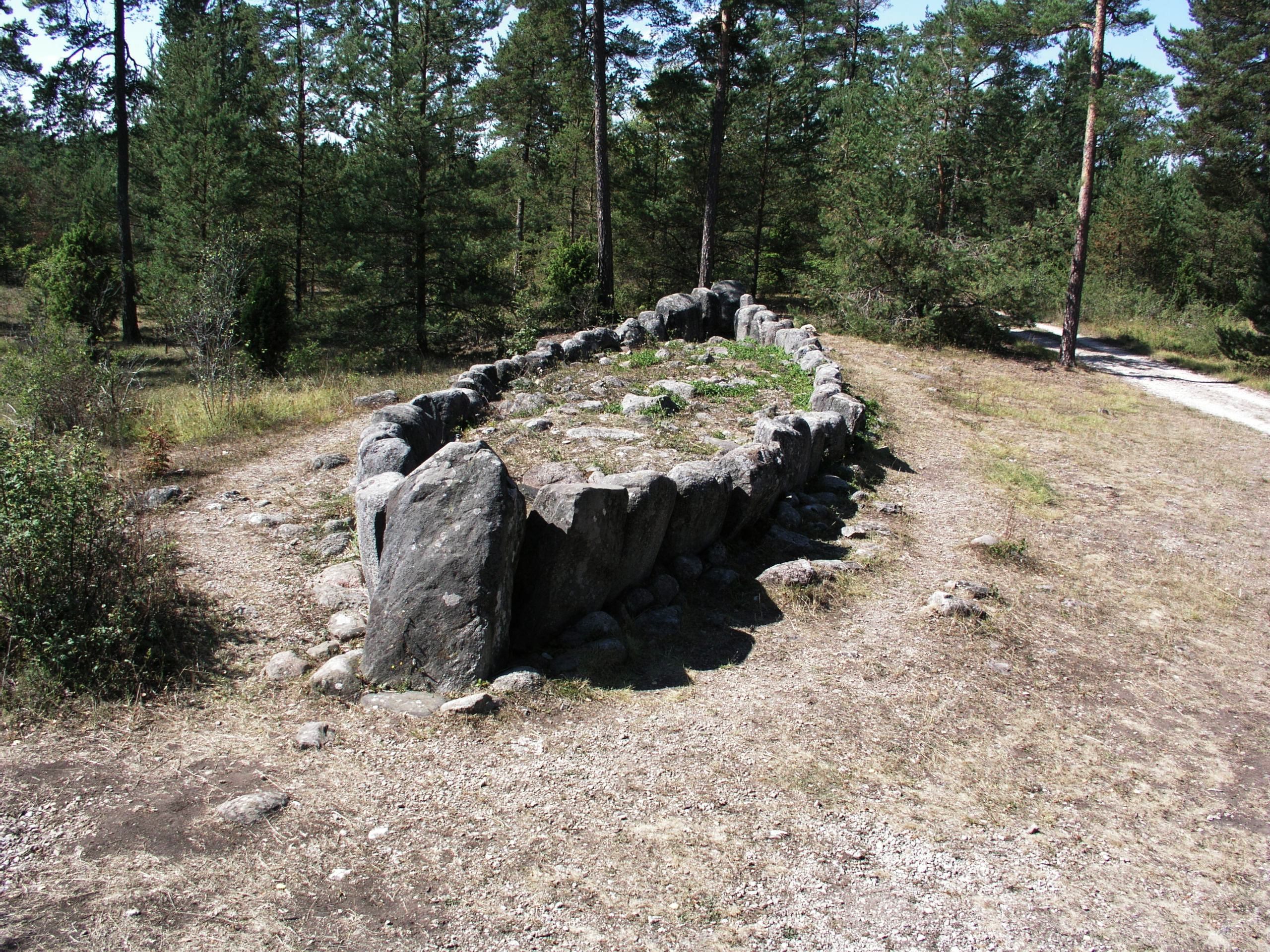
La « Tombe de Tjelvar ».

L'île de Gotland, ainsi que les petites îles voisines, n'ont émergé qu'en plusieurs étapes après la dernière glaciation, en raison des variations de niveau de la mer Baltique. L'île est d'abord peuplée de chasseurs-cueilleurs qui ne sont remplacés par des agriculteurs que 2 000 ans av. J.-C. Les premiers objets en bronze atteignent alors l'île qui, comme le reste de la Scandinavie, passe à l'âge du fer vers 500 av. J.-C.
Des fouilles archéologiques menées sur différentes tombes datant de l'âge du fer contiennent des artéfacts provenant d'échanges avec l'empire romain et démontre que Bornholm a joué un rôle central dans les échanges commerciaux.On y a également découvert le casque de Broe, un casque en fer de l'Âge de Vendel.

### Moyen Âge

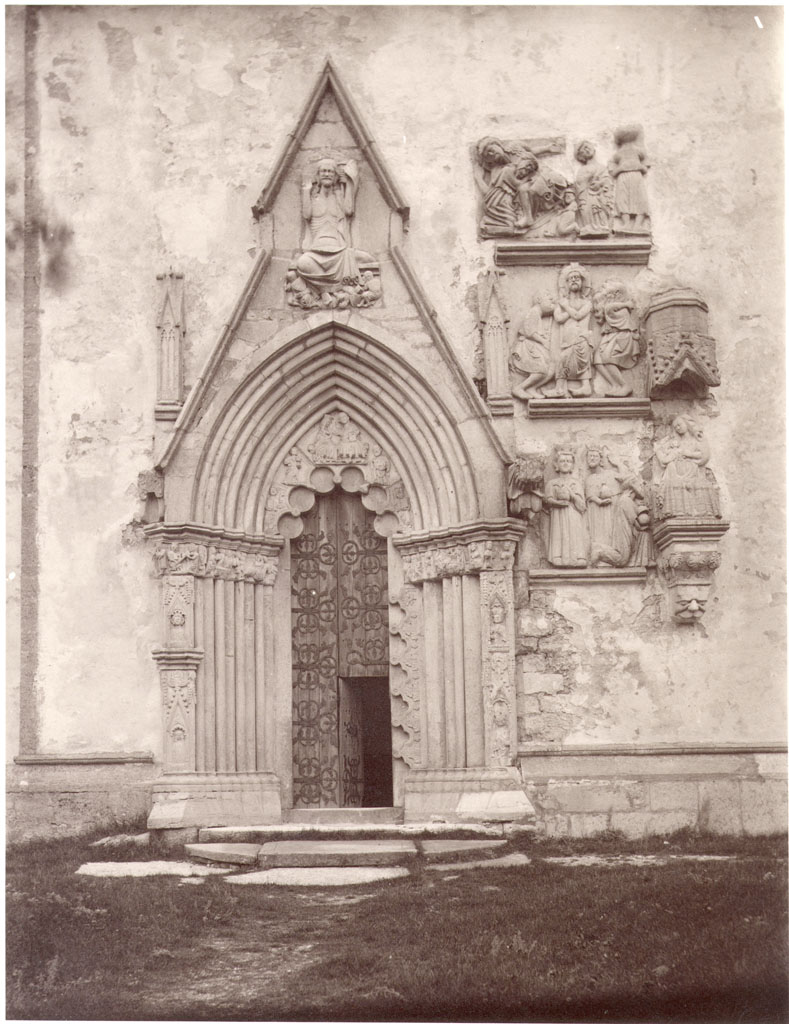
Église de Stanga, en 1890
(photographie de Carl Curman).

Au début de son histoire (au milieu du XIe siècle), l'île appartient encore à l'Empire des Suiones, sous la protection duquel elle est placée. Selon la légende, l'île aurait été christianisée par le roi norvégien Olaf II, dit Saint Olaf, en 1029. L'île de Gotland est déjà un lieu important pour le commerce de la Baltique à l'époque des Vikings.
Bien avant que Lübeck et les autres villes de la Mer Baltique soient fondées, les ports de Paviken et de Fröjel puis, plus tard, de Visby, étaient la plaque tournante du commerce de marchandises entre les ports du nord de l'Europe : Karmøy et Kaupang en Norvège, Birka et Sigtuna en Suède, Dorestad aux Pays-Bas, Haithabu, Ribe et Tissø au Danemark, Quentovic en France, Jomsburg, Ralswiek, Reric, Truso et Wiskiauten sur la côte sud de la Mer Baltique et Novgorod en Russie. Ces commerçants campagnards de Gotland transportent les biens convoités par-delà la Mer.

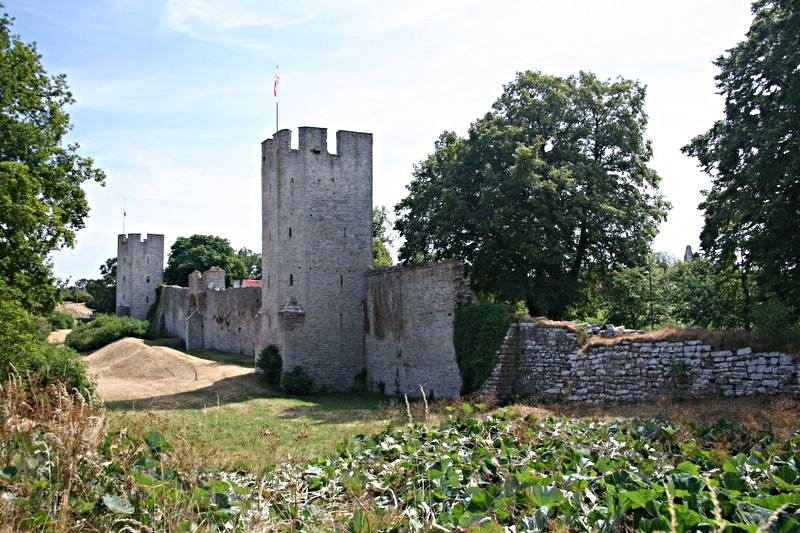
Les murailles de la ville de Visby, près de la porte du nord.

Le nombre de pièces de monnaie et, notamment, de dirhams arabes découverts sur la seule île de Gotland est extraordinairement élevé. Il y a plus de ces monnaies d'argent dans divers butins retrouvés sur l'île que dans n'importe quel endroit d'Europe occidentale. Ainsi 180 000 pièces de monnaie datées d'entre le IXe siècle et le XIIe siècle ont été retrouvées à Gotland, soit plus du double de ce qu'a livré tout le reste de la Suède sur la même période. Ces pièces sont majoritairement des dirhams : le trésor de Spillings comportait par exemple 14 200 dirhams sur les 14 295 pièces qu'il a livrées. Le nombre total de dirhams retrouvés à Gotland est presque aussi élevé que ceux qui ont été déterrés dans l'ensemble du monde musulman. Ces monnaies sont arrivées dans le nord grâce au commerce entre les marchands varègues et le Califat abbasside.
Au XIIe siècle, les marchands des villes nouvellement fondées de la Baltique, du bassin du Rhin et de Westphalie viennent s'implanter à Gotland, d'abord comme simples invités ou partenaires. Ils reprennent rapidement la plus grande partie du volume des échanges sur leurs propres bateaux. Ces commerçants allemands, pour la plus grande partie domiciliés à Visby où ils ont une grande influence sur le développement de la ville avec la construction de magnifiques maisons, cours et de l'église Sainte-Marie, deviennent bientôt une concurrence sérieuse pour la population rurale.
Les tensions deviennent incontournables. Cette opposition entre les commerçants et la population rurale se transforme en 1288 en un conflit armé. La ville de Visby, qui dépend alors du roi de Suède Magnus III, doit affronter les paysans à l'occasion de plusieurs combats et subit de grands dommages malgré ses fortifications - les murailles de la ville sont alors longues de 3,6 kilomètres et, en plus des trois portes, comptent quarante-quatre tours.
À la fin du XIVe siècle, les Suédois vont perdre le contrôle de l'île pour près de 300 ans. Dans la deuxième moitié du mois de juillet 1361 en effet, le roi danois Valdemar IV débarque sur l'île à la tête d'une armée de 3 000 hommes. Une armée formée en hâte par la population locale essaye de l'arrêter, mais est balayée en deux jours. Le 27 juillet, les Danois se déploient devant les murs de la ville de Visby. L'affrontement tourne alors en boucherie, 2 000 personnes trouvant la mort. Après la bataille, Visby se rend et ouvre volontairement ses portes aux troupes de Valdemar. Deux jours plus tard, ses anciens droits et privilèges sont confirmés.

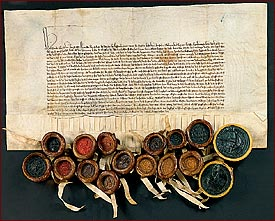
Accord avec l'ordre Teutonique à propos de la restitution de Gotland.

À partir de 1361, Gotland est donc danoise. Lors de la guerre dano-suédoise de 1394, les Frères des victuailles (Vitaliebrødre en danois) - des pirates - occupent Gotland et en font leur base opérationnelle. Ils s'y établissent en tant que flibustiers sous la devise Amis de Dieu, ennemis du monde entier. On peut voir encore aujourd'hui, à Vivesholm, les ruines d'une forteresse qu'Albert de Suède a fait construire après sa destitution du trône de Suède en tant que chef des Frères des victuailles.
Finalement, en 1398, l'ordre Teutonique, dirigé par Konrad von Jungingen, chasse les Frères des victuailles de Gotland, qui a été donnée en gage par la Suède. En 1408, l'île est rendue à Marguerite de Danemark. En 1411, le roi de Danemark Éric de Poméranie fait ériger un château au sud de Visby. En 1436, il est destitué du trône du Danemark, mais règne encore treize ans sur Gotland avant de céder le château au nouveau roi du Danemark, en 1449.

### Époque moderne
Au début des années 1520, Søren Norby, qui a été nommé seigneur de Gotland doit défendre l'île contre les attaques du Danemark et de la Ligue hanséatique après l'exil de Christian II de Danemark. En 1525, la flotte de Lübeck bombarde Visby, mais ne parvient pas à prendre la forteresse de Visborg (en). Norby est tout de même chassé de l'île et Gotland repasse sous l'autorité danoise « officielle ».
Ce n'est qu'en 1645, après le traité de Brömsebro que Gotland redevient suédoise après presque 300 ans d'autorité danoise. Lors de la guerre dano-suédoise de 1675-1679, l'île est à nouveau occupée par les Danois, mais ces derniers doivent la quitter à la fin de la guerre, non sans avoir fait sauter la forteresse de Visborg avant de partir. L'île est encore occupée, par des troupes russes cette fois-ci, durant la Grande guerre du Nord de 1700-1721 et durant la guerre de Finlande de 1808.

## Administration

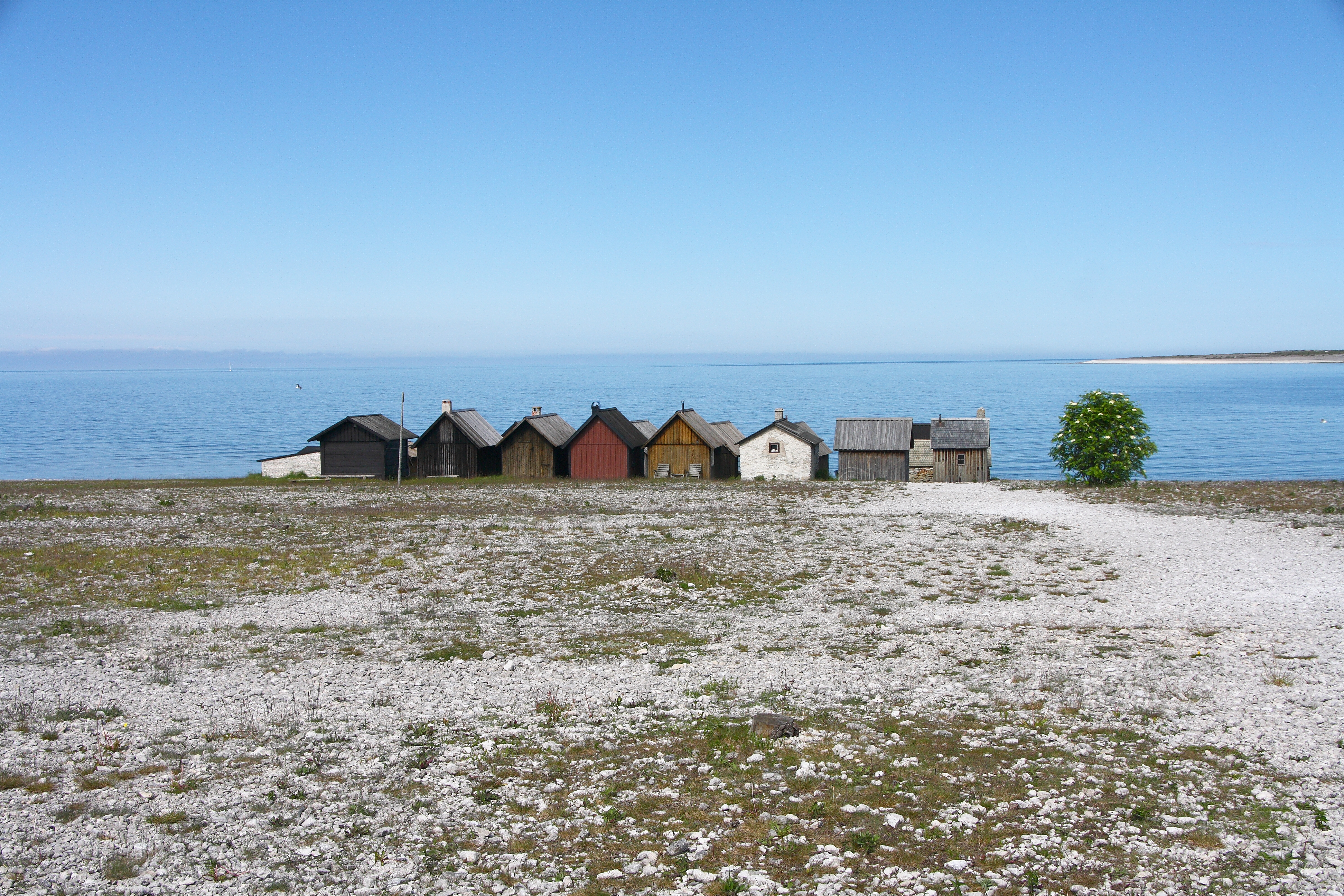
Village de pêcheurs Helgumannen près de la réserve naturelle Langhammars à Fårö (Gotland)

En raison de sa situation insulaire, l'île de Gotland forme à la fois une province historique suédoise, un comté (län), le comté de Gotland, une seule municipalité (kommun), la commune de Gotland, et un diocèse, l'évêché de Visby.
Si la province historique ne joue plus aucun rôle administratif, ce n'est pas le cas du comté et de la commune. Le conseil d'administration du comté est chargé de relayer la politique de l'État suédois au niveau de l'île, tandis que la commune se charge de l'administration locale.

## Tourisme

### Patrimoine naturel et culturel
Gotland est désormais une destination de vacances appréciée des Suédois, notamment parce que le climat de l'île est doux. L'île est particulièrement aimée des jeunes et des cyclistes. Le principal point d'attraction de l'île est sans conteste la ville médiévale de Visby qui est inscrite au patrimoine mondial de l'UNESCO depuis 1995, et on y trouve le Gotland Museum (en).

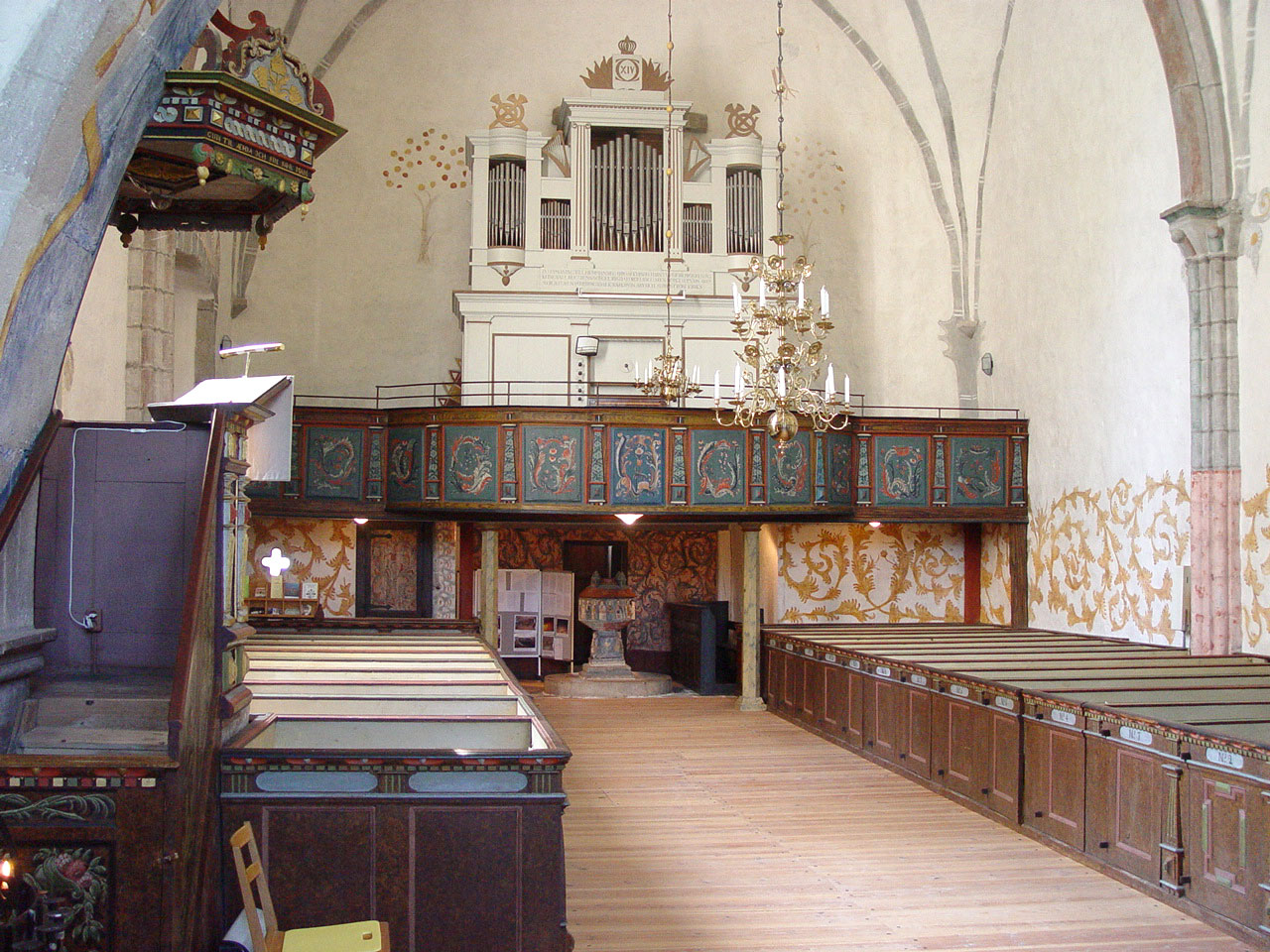
Intérieur de l'église de Bro.

Les nombreuses églises médiévales de l'île constituent également un atout pour l'île. La plupart de ces 92 églises sont en bon état et encore utilisées. Elles sont de deux styles architecturaux : celles construites entre 1150 et 1250 sont de style roman, celles construites entre 1250 et 1400 de style gothique. Les plus anciennes se trouvent à Atlingbo, Fardhem et Stenkyrka. Les églises médiévales gotlandaises surprennent par leurs fresques, leurs reliefs et par une diversité de croix en bois de haute qualité artistique. Les crucifix de triomphe gotlandais sont également particulièrement beaux. On trouve dans l'église d'Öja un crucifix de triomphe du XIIIe siècle qui est unique en son genre dans toute la Scandinavie.
À Kneippbyn, non loin de Visby, se trouve également la Villa Kunterbunt, rendue célèbre par l'héroïne d'Astrid Lindgren, Fifi Brindacier. Il s'agit du bâtiment original des films, qui ont tous été tournés sur l'île. On peut notamment voir dans cette maison la machine à écrire d'Astrid Lindgren et la veste de Monsieur Nilsson, le singe de Fifi.
Les raukar font également partie des attractions de Gotland et, surtout, de l'île voisine de Fårö, reliée à Gotland par un service de ferry gratuit.
Sur le porche de l'église de Kallünge se trouve la plus ancienne trace du nyckelharpa, avec une sculpture qui daterait de 1350 environ.

### Manifestations

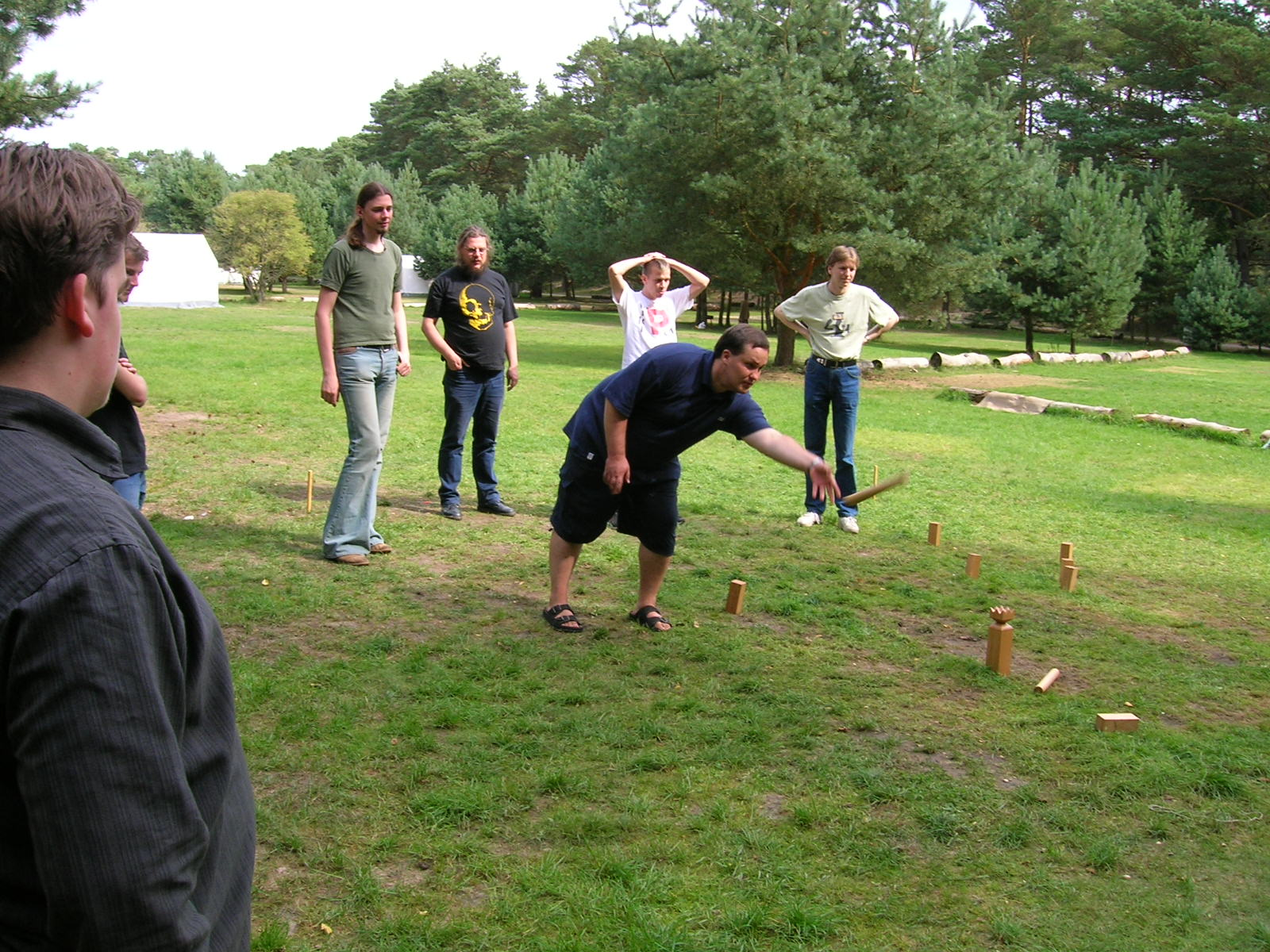
Joueurs de kubb.

La Medeltidsveckan (la semaine médiévale), qui a lieu durant la trente-deuxième semaine du calendrier, est, avec ses 200 000 visiteurs annuels, l'un des plus grands festivals médiévaux de Scandinavie. Visby se transforme alors pour une semaine en une ville hanséatique de 1361 avec des costumes, de la musique, du théâtre et un marché.
Les Olympiades de Gotland (Gutarnas olymp), que l'on peut comparer aux Highland Games écossais, ont lieu à Stånga durant le deuxième week-end de juin.
Depuis 1995, les championnats du monde « officiels » de kubb se déroulent dans le village de Rone. En 2002, 192 équipes comprenant six joueurs chacune sont venues disputer le titre.

## Transports

### Ferrys
Visby est reliée à Nynäshamn et à Oskarshamn, en Suède continentale, par des ferrys. Durant la belle saison, cette offre est complétée par une liaison vers Grankullavik sur l'île d'Öland. Enfin, une ligne de ferry gratuite relie l'île de Gotland elle-même avec sa petite voisine de Fårö.

### Trafic aérien
Visby dispose d'un aéroport depuis lequel on peut se rendre à Stockholm et dans quelques autres villes. Ouvert en 1942, l'aéroport de Visby a accueilli 309 659 passagers en 2003. Entre juin et août, la compagnie Gotlandsflyg offre un vol direct vers Hambourg.

### Chemins de fer

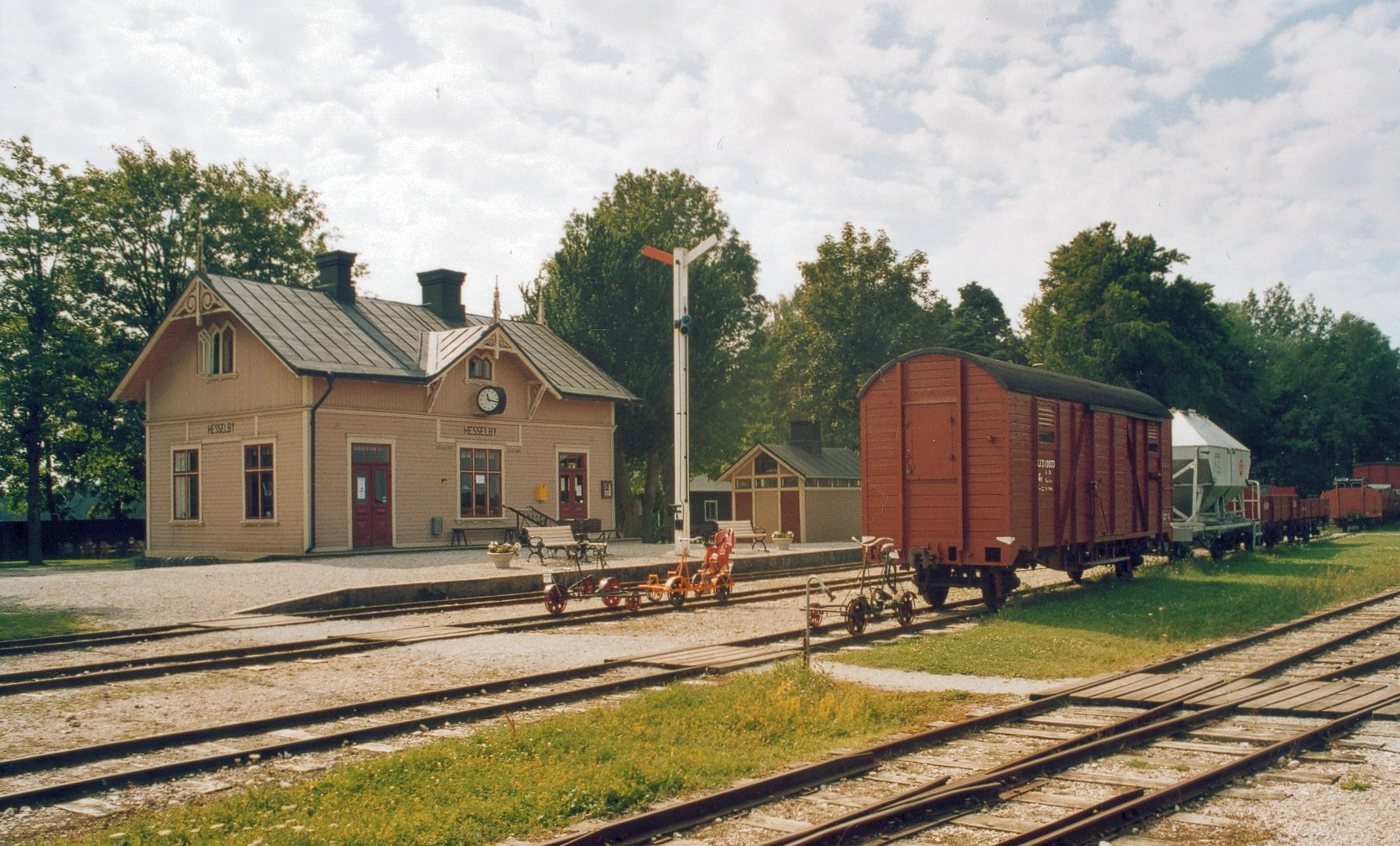
La gare de Hesselby.

Le roi Oscar II de Suède inaugure en 1878 la première ligne de chemin de fer de l'île, allant de Visby à Hemse. Entre 1878 et 1921, la ligne est prolongée vers le nord et vers le sud, allant de Burgsvik à Lärbro en passant par Hemse, Romakloster, Visby et Tingstäde. La longueur de la ligne atteint alors 117 kilomètres. D'autres lignes sont construites simultanément entre :
- Romakloster et Klintehamn (23 km) ;
- Romakloster et Slite via Hesselby/Dalhem (33 km) ;
- Klintehamn et Hablingbo (27 km).

D'autres petites lignes ont existé brièvement. Le chemin de fer a eu une grande importance pour le développement de Gotland, notamment pour l'agriculture et le commerce. Depuis 1974, un train musée nommé Gotlands Hesselby Jernväg relie tous les étés Hesselby et Eken.

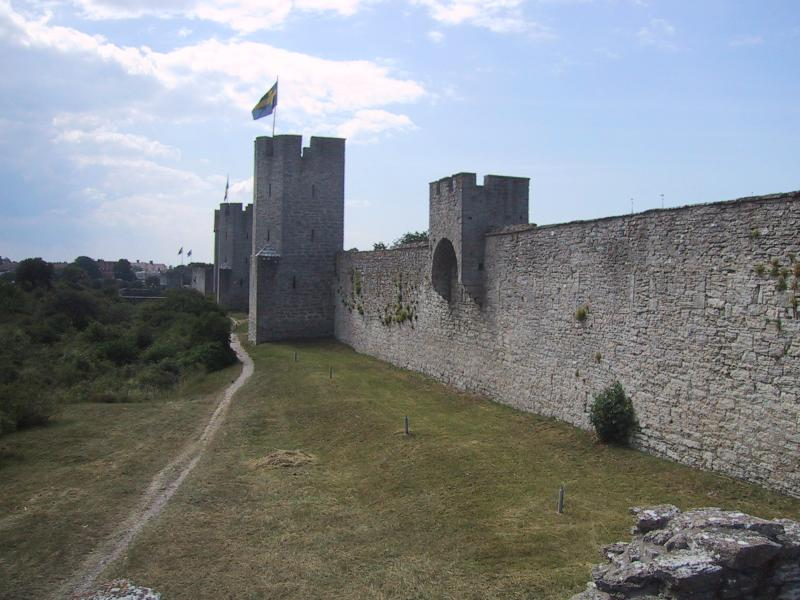
Les remparts de Visby (XIIIe siècle).
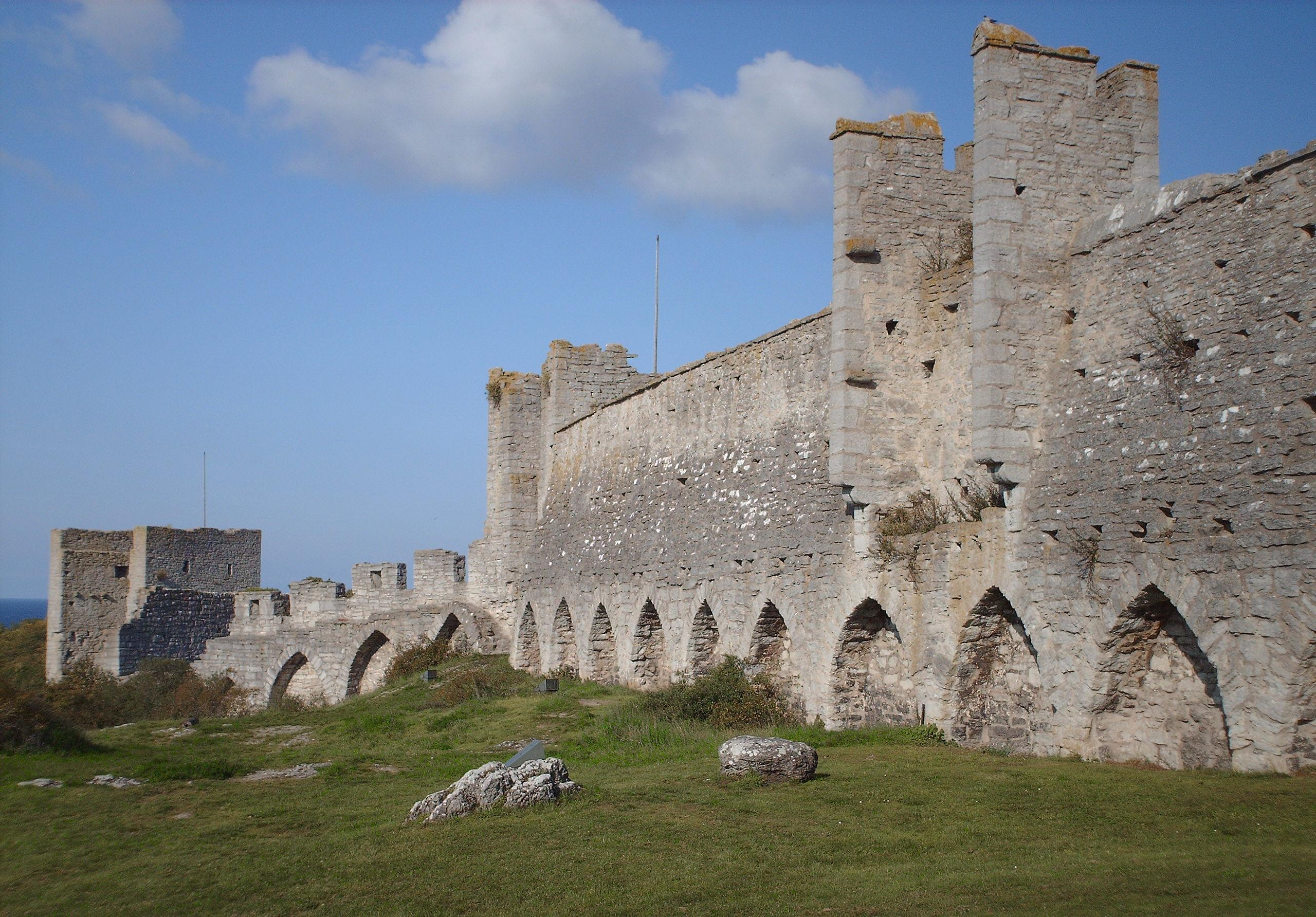
Les remparts de Visby (XIIIe siècle).
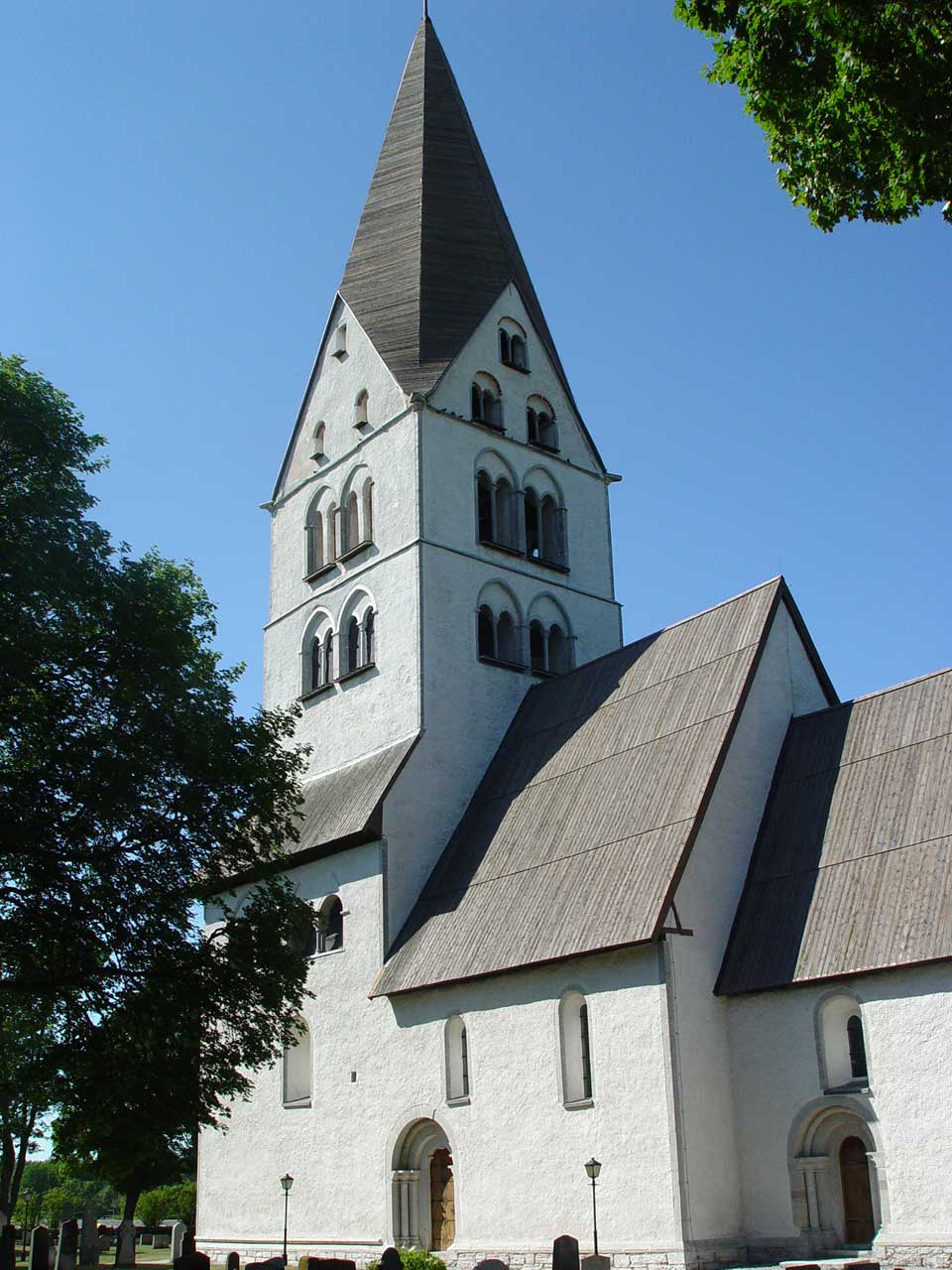
L'église de Stenkyrka.
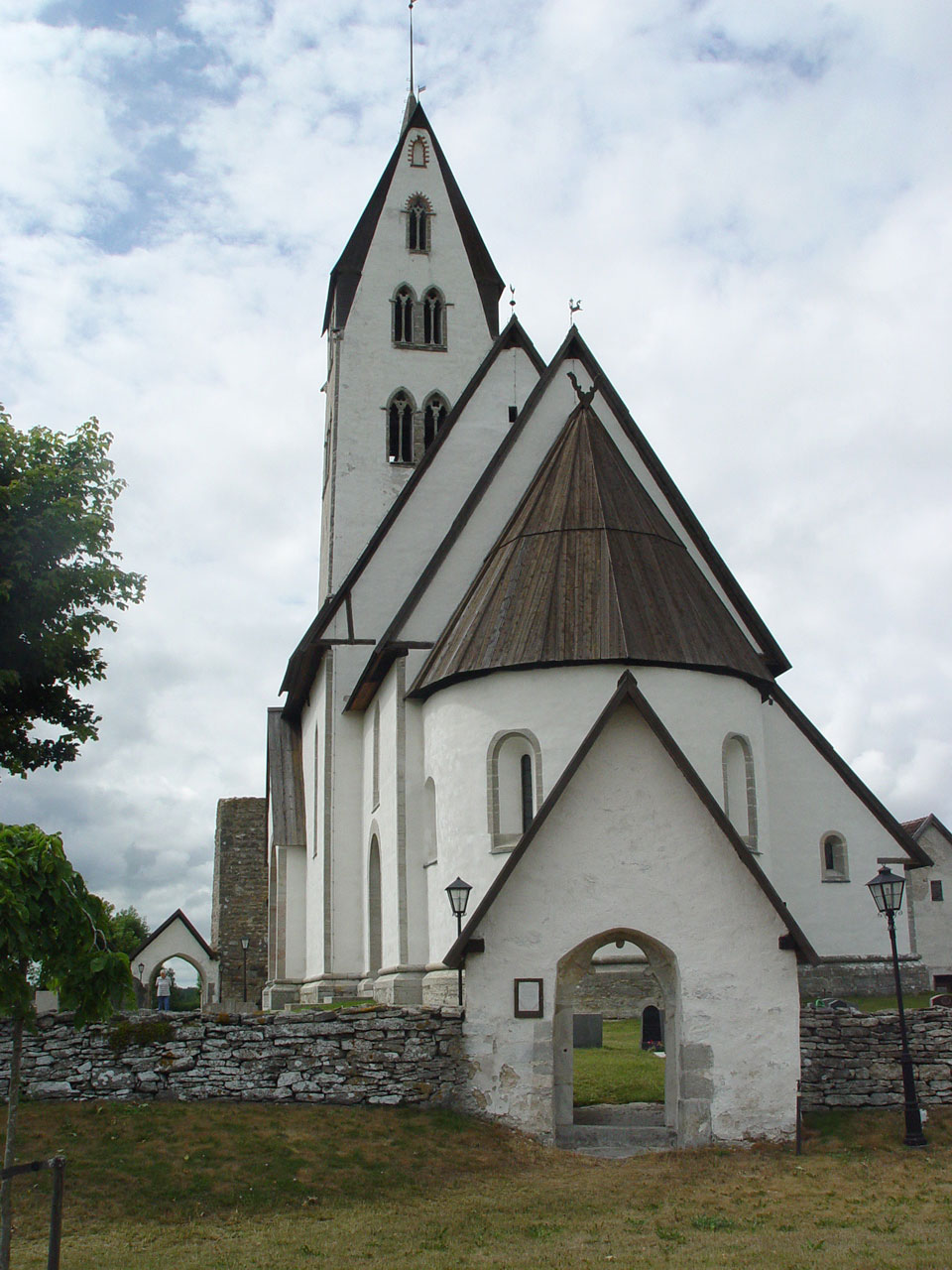
L'église médiévale de Gothem, sur l'île de Gotland.

## Défense militaire
Les 14 et 15 janvier 2022, l'armée suédoise déploie en urgence des troupes sur l'île pour faire face à une concentration de navires de débarquement russes près de ses côtes. Dans une interview accordée à la Deutsche Welle le 22 janvier 2022, le ministre de la Défense Peter Hultqvist évoque le contexte sécuritaire européen et notamment la concentration des troupes russes à la frontière ukrainienne. Il précise que son pays « ne peut pas exclure une attaque armée contre la Suède », raison pour laquelle ils veulent envoyer un message clair quant à leur volonté de défendre la souveraineté et l'intégrité du territoire suédois,. Interrogé quant à la probabilité d'une invasion de l'île de Gotland par l'armée russe, le ministre souligne que l'expérience montre qu'une action militaire à un endroit peut en entraîner d'autres, raison pour laquelle il faut être « préparé à différents scénarios que nous répugnons à envisager »,.